# Tour de Poitou-Charentes 2014
El Tour de Poitou-Charentes 2014, 28a edició del Tour de Poitou-Charentes, es disputà entre el 26 i el 29 d'agost de 2014 sobre un recorregut de 732 km repartits quatre etapes, una d'elles dividida en dos sectors. L'inici de la cursa fou a Jarnac, mentre el final fou a Poitiers. La cursa formava part del calendari de l'UCI Europa Tour 2014, amb una categoria 2.1.
El vencedor final fou el francès Sylvain Chavanel (IAM Cycling), amb 47 segons sobre el canadenc Svein Tuft (Orica-GreenEDGE) i poc més d'un minut sobre el francès Cyril Lemoine (Cofidis). En les altres classificacions Mark Cavendish (Omega Pharma-Quick Step), vencedor de les dues primeres etapes, guanyà la classificació dels punts, Kévin Van Melsen (Wanty-Groupe Gobert) fou el millor en la muntanya, Jesús Herrada (Movistar Team) el millor jove i l'IAM Cycling el millor equip.

## Equips
L'organització convidà a prendre part en la cursa a set equips World Tour, nou equips continentals professionals i quatre equips continentals:
equips World TourAG2R La Mondiale, BMC Racing Team, Team Europcar, FDJ, Movistar Team, Omega Pharma-Quick Step, Orica-GreenEDGE
equips continentals professionalsGW Erco Shimano, Bardiani CSF, Bretagne-Séché Environnement, Cofidis, Colombia, IAM Cycling, Neri Sottoli, Topsport Vlaanderen-Baloise, Wanty-Groupe Gobert
equips continentalsBigMat-Auber 93, La Pomme Marseille 13, Roubaix Lille Métropole, Wallonie-Bruxelles

## Etapes
| Etapa | Data       | Recorregut                         |                           | Km    | Vencedor d'etapa       | Líder de la general    |
| ----- | ---------- | ---------------------------------- | ------------------------- | ----- | ---------------------- | ---------------------- |
| 1a    | 26 d'agost | Jarnac – La Ronde                  | Etapa plana               | 192,4 | Mark Cavendish (GBR)   | Mark Cavendish (GBR)   |
| 2a    | 27 d'agost | Marans – Niort                     | Etapa plana               | 183,6 | Mark Cavendish (GBR)   | Mark Cavendish (GBR)   |
| 3a A  | 28 d'agost | Montmorillon – L'Isle-Jourdain     | Etapa accidentada         | 111   | Nicola Ruffoni (ITA)   | Mark Cavendish (GBR)   |
| 3a B  | 28 d'agost | Avalhas Lemosina – L'Isle-Jourdain | contrarellotge individual | 24,3  | Sylvain Chavanel (FRA) | Sylvain Chavanel (FRA) |
| 4a    | 29 d'agost | Lezay – Poitiers                   | Etapa plana               | 191,9 | Jesús Herrada (ESP)    | Sylvain Chavanel (FRA) |

## Classificació final
|    | Ciclista               | Equip                        | Temps       |
| -- | ---------------------- | ---------------------------- | ----------- |
| 1  | Sylvain Chavanel (FRA) | IAM Cycling                  | 16h 33' 57" |
| 2  | Svein Tuft (CAN)       | Orica-GreenEDGE              | + 47"       |
| 3  | Cyril Lemoine (FRA)    | Cofidis                      | + 1' 01"    |
| 4  | Stephen Cummings (GBR) | BMC Racing Team              | + 1' 16"    |
| 5  | Jérémy Roy (FRA)       | FDJ                          | + 1' 17"    |
| 6  | Martin Elmiger (SUI)   | IAM Cycling                  | + 1' 18"    |
| 7  | Alex Dowsett (GBR)     | Movistar Team                | + 1' 18"    |
| 8  | Arnaud Gérard (FRA)    | Bretagne-Séché Environnement | + 1' 28"    |
| 9  | Jesús Herrada (ESP)    | Movistar Team                | + 1' 36"    |
| 10 | Matthias Brändle (AUT) | IAM Cycling                  | + 1' 58"    |

## Evolució de les classificacions
| Etapa              | Vencedor           | Classificació general | Classificació per punts | Classificació de la muntanya | Classificació dels joves | Classificació per equips |
| ------------------ | ------------------ | --------------------- | ----------------------- | ---------------------------- | ------------------------ | ------------------------ |
| 1                  | Mark Cavendish     | Mark Cavendish        | Mark Cavendish          | Kévin Van Melsen             | Rudy Barbier             | Omega Pharma-Quick Step  |
| 2                  | Mark Cavendish     | Mark Cavendish        | Mark Cavendish          | Kévin Van Melsen             | Maxime Daniel            | Omega Pharma-Quick Step  |
| 3                  | Nicola Ruffoni     | Mark Cavendish        | Mark Cavendish          | Kévin Van Melsen             | Roy Jans                 | Bardiani CSF             |
| 4                  | Sylvain Chavanel   | Sylvain Chavanel      | Mark Cavendish          | Kévin Van Melsen             | Jesús Herrada            | IAM Cycling              |
| 5                  | Jesús Herrada      | Sylvain Chavanel      | Mark Cavendish          | Kévin Van Melsen             | Jesús Herrada            | IAM Cycling              |
| Classements finals | Classements finals | Sylvain Chavanel      | Mark Cavendish          | Kévin Van Melsen             | Jesús Herrada            | IAM Cycling              |